# Hans-Joachim Freund (Chemiker)
Hans-Joachim Freund (* 4. März 1951 in Solingen) ist ein deutscher Chemiker und Physiker.

## Werdegang
Nach seinem Abitur 1969 am Gymnasium Schwertstraße Solingen studierte Hans-Joachim Freund Physik und Chemie an der Universität zu Köln und wurde 1978 bei Georg Hohlneicher zum Dr. rer. nat. mit einer Arbeit zur Spektroskopie und ihrer theoriebasierten Interpretation von adsorbierten Molekülen auf Oberflächen im Vergleich zu Metallcarbonylkomplexen promoviert.
Zwischen 1978 und 1982 befasste er sich als Post-Doktorand und Stipendiat der Deutschen Forschungsgemeinschaft am Physics Department der University of Pennsylvania mit Synchrotronuntersuchungen zur elektronischen Struktur von adsorbierten Molekülen. Nach seiner Rückkehr nach Köln habilitierte er sich dort 1983 und nahm im selben Jahr einen Ruf auf eine Professur an der Universität Erlangen-Nürnberg an. 1987 folgte er einem Ruf auf den Lehrstuhl für Physikalische Chemie I der Ruhr-Universität Bochum.
Als Nachfolger des 1995 verstorbenen Jochen H. Block erhielt er den Ruf als Wissenschaftliches Mitglied und Direktor am Fritz-Haber-Institut der Max-Planck-Gesellschaft in Berlin, wo er seit 1996 die Abteilung „Chemische Physik“ leitet. Er befasst sich mit Physik und Chemie von Festkörperoberflächen, Struktur und Dynamik von Oxid-Oberflächen, Modellsystemen für heterogene Katalyse und Nanostrukturen und Clustern.
Hans-Joachim Freund ist Mitglied verschiedener deutscher und ausländischer wissenschaftlicher Gesellschaften und in Herausgebergremien mehrerer wissenschaftlicher Zeitschriften aktiv. Seit 1996 ist er ordentliches Mitglied der Academia Europaea. Darüber hinaus haben er und seine Gruppe über 800 wissenschaftliche Arbeiten publiziert und in mehr als 700 eingeladenen Vorträgen der wissenschaftlichen Öffentlichkeit vorgestellt.

## Ehrungen und Auszeichnungen (Auswahl)
- Förderpreis aus dem Gottfried Wilhelm Leibniz-Programm der Deutschen Forschungsgemeinschaft (DFG) (1995)
- Centenary Award and Lecturer, Royal Society of Chemistry (2006/2007)
- Gabor A. Somorjai Award der American Chemical Society für kreative Forschung in der Katalyse (2007)
- Karl-Ziegler-Preis der Gesellschaft Deutscher Chemiker (GDCh) und Ziegler-Fonds (2011)
- Blaise Pascal Medal in Material Science of the European Academy of Sciences (2012)
- Award for Service 2012 of the EuCheMS (2012)
- Gaede-Langmuir-Preis der American Vacuum Society (2014)
- Michel-Boudart-Preis für die Förderung der Katalyse, gesponsert von der Haldor Topsøe Company und gemeinsam verwaltet durch die North American Catalysis Society (NAM) und die Europäischen Föderation der Katalysegesellschaften (EFCATS) (EuropaCat) (2015)
- ERC Advanced Grant 2014/15 "Crystalline and vitreous silica films and their interconversion" (2,4 Mio.)
- Bunsen-Denkmünze der Deutschen Bunsen-Gesellschaft für Physikalische Chemie (2015)
- 141st Committee on Microbeam Analysis Award der Japanese Society for the Promotion of Science (2017)
- 2019 ACS Award in Surface Chemistry (2019)

## Veröffentlichungen (Auswahl)
- Gerd Wedler, Hans-Joachim Freund: Lehr- und Arbeitsbuch Physikalische Chemie. 7. Auflage. Wiley-VCH, Weinheim 2018, ISBN 978-3-527-34611-0.